# Sant Jaume de Nalec
Sant Jaume de Nalec és una església barroca de Nalec (Urgell) inclosa a l'Inventari del Patrimoni Arquitectònic de Catalunya.

## Descripció
És una església de planta rectangular amb nau central amb sis capelles laterals en total i tres en cada banda. Aquesta església compta amb dues sagristies, una a cada banda de l'altar principal. El presbiteri es troba elevat respecte a la nau central. La coberta de l'església es resol amb volta d'aresta senzilla. La portalada de l'església és construïda amb pedra tallada i està coronada per una cornisa. La portalada té un arc carpanell emmarcat lateralment per una successió de falses columnes situades sobre uns grans sòcols. Damunt d'aquestes columnes s'hi situa un entaulament sobresortit lateralment i damunt del qual s'hi concentra el volum més gran de decoració escultòrica d'aquesta portalada. Entre alts relleus de volutes i vegetacions en forma de rocalla s'hi obra una petita fornícula d'arc de mig punt coronada per una venera interna. El campanar d'aquesta església és de planta quadrada amb dos cossos d'alçada visible i coronat per una barana balustrada.
El 22 d'abril de 1792 es daten l'inici de les obres d'aquesta església a càrrec del mestre de cases Ramon Bonet sobre les restes de l'anterior esglesia romànica (totalment desapareguda a excepció d'un del vertex sud/est del qual encara es pot veure'n la base just darrera mateix de la 'Font dels amics') i s'encarrega pel preu de 5.736 lliures i 10 sous.

## El campanar
Segons informes de la web 'www.campaners.com', el campanar te una alçada de 27,5 metres i és situa a una alçada total de 487 metres sobre el nivell del mar.
| Campanar d'aires neoclàssics austers bastit amb paraments de pedra com en la façana. Té planta pràcticament quadrada (4'75 x 4'70 m) i està coronat per una cornisa amb gàrgoles a algun angle i un terrat amb balustrada i pinacles de bola al cim dels pilars dels caires; al damunt d'ell s'aixequen quatre arcs units al centre posats en diagonal reforçats per uns contraforts i amb una bola al cim. La cel·la queda oberta amb quatre finestrals d'arc de mig punt, un a cada costat; hi penja alguna campana; té una senzilla motllura a la seva base i una esfera horària a una cara lateral. Per l'interior hi puja una escala ampla de graons de pedra arrapada als murs i deixa un petit ull central; una senzilla barana de tub de ferro l'acompanya fins a la cel·la; la cobreix un sostre horitzontal de pedra que té una trapa per accedir al terrat; des de la cel·la s'hi puja per una escala de gat amb protecció format per sèrie d'anelles metàl·liques situada a l'angle nord-est. Situació: damunt l'ala dreta del temple fent angle amb el frontis. Alçada: 27'50 metres. Esveltesa: 5,7 |                                         |
| Protecció | Bé Inventariat Identificador: IPA-29810 |

## L'església romànica
L’església parroquial de Sant Jaume de Nalec apareix documentada en la relació de parròquies del bisbat de Vic entre els anys 1050 i el 1080. La seva dependència de la mitra vigatana perdurà fins l’any 1154, en què mitjançant una butlla del papa Anastasi IV es va ratificar la incorporació d’aquesta parròquia a l’arxidiòcesi de Tarragona, governada en aquell moment per l’arquebisbe Bernat Tort.
A la darreria del segle XV l’església parroquial de Nalec era de col·lació de l’arquebisbe de Tarragona i el delme era repartit entre el bisbe de Vic i l’abadessa de Vallbona de les Monges. La parròquia de Sant Jaume de Nalec tenia llavors com a sufragània l’església de Rocafort de Vallbona, situació que encara es manté actualment.
Sembla que en les visites pastorals de mitjans del s.XVIII es va detectar ja greus desperfectes en la teulada de l'església que van seguir anotant-se en les següents, fins a arribar a la determinació que ja era inviable el seu ús per perill d'esfondrament. Finalment es va decidir començar a construir la nova seu, just sobre mateix de la romànica, fent servir en gran manera, les seves pròpies pedres, ja que s'anava desmuntant la romànica situada dins del nou recinte.
La porta principal era situada al nord, just davant les escales que pugen des del carrer Major.
Un fet curiós és l'ocupació de l'església romànica com a refugi durant la guerra de successió, per part de la gran majoria dels habitants del poble. Durant  una jornada de l'any 1711, el cap de la guarnició de Lleida, el compte Belga Louvigny, envia 200 soldats a cavall i 200 infants granaders francesos més  a combatre uns voluntaris Miquelets que estaven atrinxerats a Nalec, en aquell moment un petit poble de 30 cases. Mentre la població es refugia a l’església, ben parapetats els esperen 28 homes armats que, avisats, contenen els Borbònics durant sis hores de durs combats. Al final, els borbònics fugen de nou cap a Lleida tement un contraatac de més Miquelets deixant 80 víctimes entre morts i ferits entre els quals es compten un tinent coronel, dos capitans a cavall, dos alferes i un mort i un ferit en el bàndol defensor.
Actualment encara podem trobar un petit detall en el que es descobreix l'antiga esglesia romànica. Si us situeu just darrera la 'Font dels Amics' podreu veure un dels angles del temple.

## Les esteles discoïdals
A l'actual cementiri del poble, hi ha set esteles discoïdals encastades al capdamunt de la tanca i que ben probablement, deuen procedir de l’antic fossar parroquial situat a l'actual plaça de l'església (just davant la porta). Les set esteles discoïdals, que cal datar a partir del segle XII, són força deteriorades per les inclemències. Una d’aquestes esteles és decorada amb una orla circular simple i una creu grega potençada, en baix relleu. Té un peduncle en forma de cua d’oreneta.